# Eugène-Étienne Charbonnier
Eugène-Étienne Charbonnier MEP (* 20. Mai 1821 in Pierrevert, Département Basses-Alpes; † 7. August 1878) war ein französischer römisch-katholischer Ordensgeistlicher und Apostolischer Vikar von Ost-Cochin.

## Leben
Eugène-Étienne Charbonnier trat der Ordensgemeinschaft der Pariser Mission bei und empfing am 17. Juni 1848 das Sakrament der Priesterweihe.
Am 9. September 1864 ernannte ihn Papst Pius IX. zum Titularbischof von Domitiopolis und zum Apostolischen Vikar von Ost-Cochin. Der Bischof von Digne, Marie-Julien Meirieu, spendete ihm am 27. Dezember desselben Jahres die Bischofsweihe; Mitkonsekratoren waren der Apostolische Vikar von Nord-Cochinchina, Joseph-Hyacinthe Sohier MEP, und der emeritierte Apostolische Vikar von Lhasa, Jacques-Léon Thomine-Desmazures MEP.